# メロンゼリー
メロンゼリーは、メロン果汁で製造された食用ゼリーの菓子。法律が改正される以前は、メロン風味の香料・着色料を使用し無果汁ものも、「〇〇ゼリー メロン味」とも表記された。

## 概要
メロンゼリーは、大きく分けるとメロン果汁を用いた緑色系・橙色系のものに分かれる。また、メロン果肉を使用したもの、パッケージにネットメロンのハーフカットをモチーフにしたものなどある。

## 主なメロンゼリー

### 全国販売品
- サンキスト・森永乳業（緑色系） - 「Sunkistゼリー」
- たらみ（緑色系） - 「くだもの屋さん」「どっさり」「果物の時間」
- 明治乳業 - 「明治カットフルーツゼリー」
- 日本ミルクコミュニティ - 「おもいっきりジューシー」
- マルハニチロ食品 - 「ゼリーdeゼロ」

### ご当地ゼリー
各地域で生産されるメロンを用いたゼリー。
- 夕張メロンピュアゼリー

夕張メロン果汁を使用。橙色系。ホリが製造する全国的に知名度が高いゼリー。土産菓子の定番品でもある。
- シャーベリアス

夕張メロン果汁を使用。北辰フーズが製造する元祖の夕張メロンゼリー。橙色系。しかし、知名度は低い。
- 千葉アクアメロンゼリー

千葉アクアメロン果汁を使用。

### その他
- 駄菓子
- 介護食用ゼリー
- こんにゃくゼリー
- ゼリーの素 - 家庭でメロンフレーバーのゼリーが作れるもの。
  - マルハニチロ食品 - 「ゼライス」
  - ハウス食品 - 「ゼリエース」
  - 永谷園 - 「ディズニーマジカルゼリー」